# Bedano
Bedano je obec ve švýcarském kantonu Ticino, okresu Lugano. Žije zde přibližně 1 600 obyvatel.

## Geografie
Obec leží v nadmořské výšce 390 metrů na pravém břehu řeky Vedeggio, asi 6 km severně od největšího města kantonu, Lugana.
Sousedními obcemi jsou Torricella-Taverne na severu, Lamone na východě, Gravesano na jihu a Alto Malcantone na západě.

## Historie

Letecký pohled (1946)

První zmínka o obci pochází z roku 793. Jurisdikci zde vykonával klášter Sant’Ambrogio z Milána; toto právo potvrdil papež Řehoř VIII. v roce 1187. Právo na desátky měl biskup z Coma. Z církevního hlediska patřila obec vždy pod Gravesano. V obci se nacházejí dvě kaple.

## Obyvatelstvo

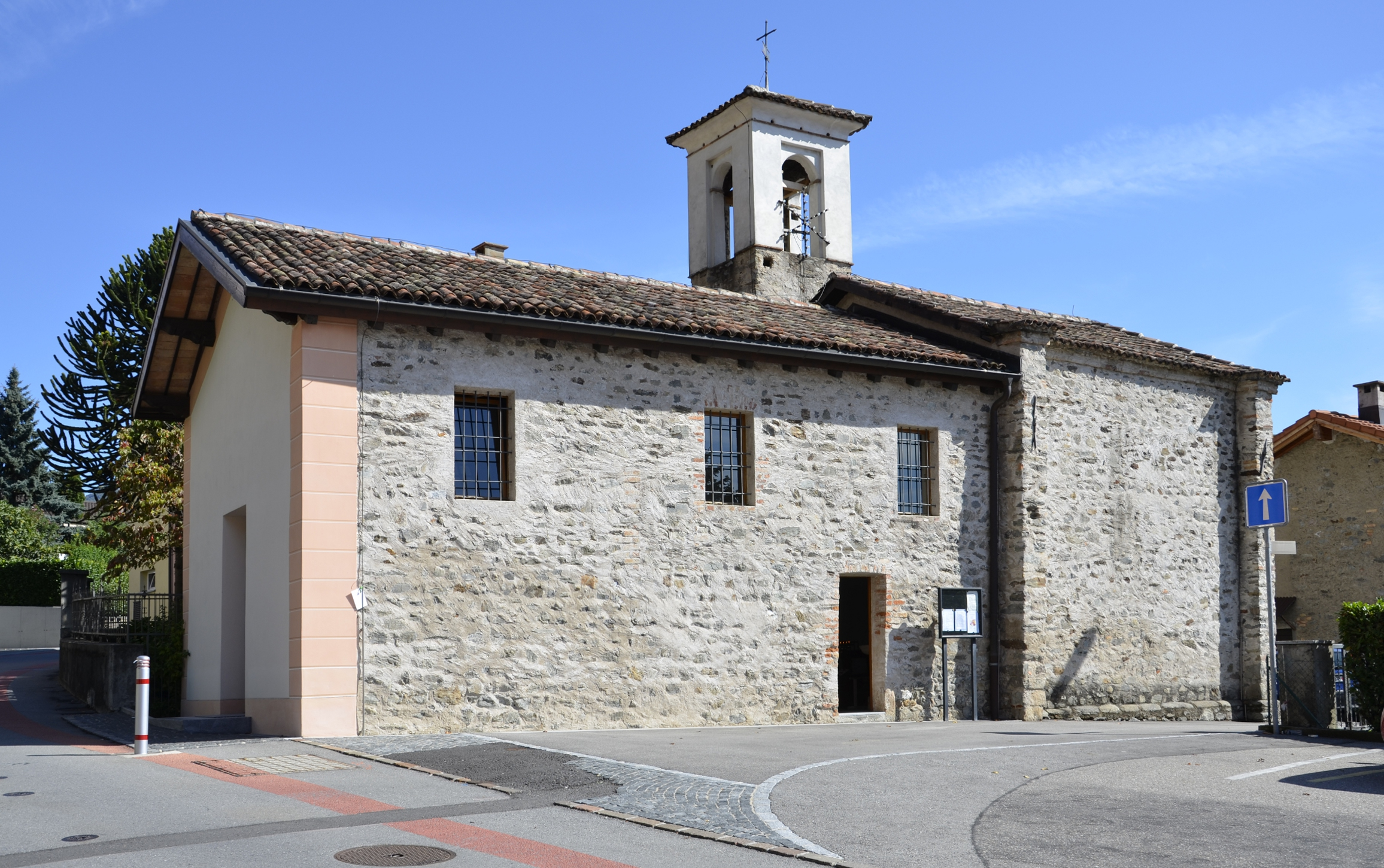
Kaple sv. Marie

| Rok            | 1692 | 1801 | 1850 | 1900 | 1950 | 1970 | 1980 | 1990 | 2000 | 2005 | 2010 | 2021 |
| Počet obyvatel | 275  | 197  | 266  | 243  | 335  | 482  | 731  | 849  | 1196 | 1328 | 1438 | 1545 |

## Doprava
Obsluhu obce veřejnou dopravou zajišťují linky postbusu.
Nejbližší železniční stanice se nachází v Lamone-Cadempino na Gotthardské dráze.